# Médaille James-Craig-Watson
La médaille James-Craig-Watson (en anglais James Craig Watson Medal) est une récompense décernée par l'Académie nationale des sciences (États-Unis) pour des contributions à l'astronomie. Elle est nommée d'après James Craig Watson, grâce au legs duquel elle a été instituée.

## Récipiendaires
- 1887 : Benjamin Apthorp Gould
- 1889 : Eduard Schönfeld
- 1891 : G. F. J. A. Auwers
- 1894 : Seth Carlo Chandler
- 1899 : David Gill
- 1913 : J. C. Kapteyn
- 1916 : Armin Otto Leuschner
- 1924 : C. V. L. Charlier
- 1929 : Willem de Sitter
- 1936 : Ernest W. Brown
- 1948 : Samuel A. Mitchell (en)
- 1951 : Herbert R. Morgan (en)
- 1955 : Chester B. Watts
- 1957 : George Van Biesbroeck
- 1960 : Yūsuke Hagihara
- 1961 : Otto Heckmann
- 1964 : Willem J. Luyten
- 1965 : Paul Herget
- 1966 : Wallace J. Eckert (en)
- 1969 : Jürgen Moser
- 1972 : André Deprit
- 1975 : Gerald M. Clemence
- 1979 : Charles T. Kowal
- 1982 : Stanton J. Peale (en)
- 1985 : W. Kent Ford, Jr (en)
- 1986 : Robert B. Leighton
- 1991 : Maarten Schmidt
- 1994 : Yasuo Tanaka
- 1998 : Carolyn S. Shoemaker et Eugene M. Shoemaker
- 2001 : David Todd Wilkinson
- 2004 : Vera C. Rubin
- 2007 : Michael Skrutskie et Roc M. Cutri
- 2010 : Margaret Geller
- 2012 : Jeremiah Ostriker
- 2014 : Robert Kirshner
- 2016 : Timothy M. Brown
- 2018 : Ewine van Dishoeck
- 2020 : Lisa Kewley
- 2022 : Samuel Harvey Moseley, Jr.